# Harry Wijnschenk
Hartog Hank Richard (Harry) Wijnschenk (Amsterdam, 24 januari 1964) is een Nederlands politicus. Hij was in 2002 en 2003 lid van de Tweede Kamer der Staten-Generaal namens de Lijst Pim Fortuyn (LPF).

## LPF
Wijnschenk werd bij de Tweede Kamerverkiezingen 2002 gekozen in het parlement. Hij had daarvoor politieke ervaring opgedaan als lid van het bestuur van de VVD in zijn woonplaats/gemeente Almere. 

### Fractievoorzitter
Op 20 augustus 2002 werd tijdens een fractievergadering in het Hilton Hotel de nieuwe fractievoorzitter van de LPF gekozen, omdat Mat Herben onverwacht ontslag nam na aanhoudende onrust binnen de LPF. De strijd om het voorzitterschap ging tussen Wijnschenk en Gerard van As, waarbij Wijnschenk uiteindelijk met een grote meerderheid van stemmen tot nieuwe fractievoorzitter werd gekozen. 
Wijnschenk kreeg na de algemene beschouwingen kritiek op met name zijn optreden in tweede termijn. Hierbij zou hij te veel zijn afgegaan op  adviezen van partijgenoot Ferry Hoogendijk. Ook probeerde hij in die tijd de ruziënde fractieleden Cor Eberhard en Winny de Jong uit de fractie te werken. De twee vertrokken maar hielden hun zetel door als groep-De Jong verder te gaan.
Op 30 september stelde Wijnschenk voor om  minister Herman Heinsbroek (Economische Zaken) te benoemen tot partijleider en vice-premier.

## Groep Wijnschenk
Op 16 oktober 2002 werd Mat Herben opnieuw tot fractievoorzitter gekozen. 14 november maakte Wijnschenk bekend voor de korte resterende periode als onafhankelijk parlementslid verder te gaan onder de naam Groep Wijnschenk.

### Lijst Nieuwe Politiek
Met Heinsbroek richtte hij later een nieuwe politieke partij op, de Lijst Nieuwe Politiek. Uiteindelijk werd besloten niet deel te nemen aan de Tweede Kamerverkiezingen van 2003. 

## Belang van Nederland
In 2023 was hij lijsttrekker bij de Provinciale Statenverkiezingen van maart namens Belang van Nederland (BVNL). Die partij behaalde echter niet genoeg stemmen om een zetel te krijgen. Bij de Tweede Kamerverkiezingen van november was hij de nummer 14 op de BVNL-lijst.

## Bron
- Parlement.com

- Parlement.com: vg9fgops01x7